# 2007 TC418
2007 TC418, também escrito como 2007 TC418, é um objeto transnetuniano que está localizado no Cinturão de Kuiper, uma região do Sistema Solar. Este corpo celeste é classificado como um provável cubewano. Ele possui uma magnitude absoluta de 7,6 e tem um diâmetro estimado com 133 km.

## Descoberta
2007 TC418 foi descoberto no dia 6 de outubro de 2007.

## Órbita
A órbita de 2007 TC418 tem uma excentricidade de 0,112 e possui um semieixo maior de 43,107 UA. O seu periélio leva o mesmo a uma distância de 38,284 UA em relação ao Sol e seu afélio a 47,930 UA.